# Патриархальная выставка
«Патриархальная выставка» — рок-группа из Ленинграда. В середине 80-х «Патриархальная выставка», наряду с «Россиянами» и «Пикником», составляла ядро традиционалистского крыла в стилевом спектре Ленинградского рок-клуба, а с распадом первых и уходом на профессиональную сцену вторых осталась едва ли не единственной группой рок-клуба, сохранявшей верность хард-року и арт-року. Самые известные песни группы — «История болезни», «Чёрное шоссе», «Настанет час», «Зов».

## История
Группа появилась на свет в октябре 1977 года в ЛЭТИ (Ленинградском Электротехническом Институте). Основатель группы и её неизменный лидер — Юрий Рулёв (р. 20.11.1959 в Ленинграде).
В самом первом составе группы были студенты ЛЭТИ из Греции — они и дали группе загадочно звучащее название «Патриархальная выставка», которое впоследствии будет часто сокращаться до просто «Выставка» или «ПВ».
В 1982 году «Патриархальная выставка» стала лауреатом рок-фестиваля в Архангельске, куда коллектив прибыл совместно с другой ленинградской группой «Яблоко». Группа в это время выступала в следующем составе: Юрий Рулёв (вокал, бас-гитара), Вадим Петухов (барабаны), Олег Кузнецов (гитара), Алексей «Билл» Беляев (клавишные). В этом же составе группа выступила на I-м фестивале Ленинградского рок-клуба в мае 1983 года. Звукорежиссёр группы Михаил Андреев получил приз за лучший концертный звук.
В сентябре 1983 Беляева сменил Николай Цывинский (р. 25.03.1961 в Ленинграде). С ним «Выставка» успешно выступила на II-м фестивале Ленинградского рок-клуба в мае 1984 года.
В сентябре того же года группа решила сменить гитариста, и в ней недолго играли сначала Пётр Самойлов (позже получивший известность как бас-гитарист группы «Алиса»), а после него известный гитарист и певец, основатель группы «Мифы» Сергей Данилов. Ни тот ни другой, однако, в «Выставке» не задержались и на III-м фестивале рок-клуба группа выступала фактически втроём (Сергей Данилов играл только в одной песне), представив тем не менее на суд зрителей неординарную работу — концептуальную программу «Новое Платье Короля».
В июне 1985 года Сергея Данилова сменил Николай Забегалов (р. 18.12.1961 в Ленинграде). В этом составе «Выставка» играла шесть последующих лет и добилась наибольших успехов. Звукооператором в течение этого периода в основном был Михаил Дынников.
На IV-м фестивале рок-клуба в мае 1986 года «ПВ» чрезвычайно успешно выступила с программой «Видеотека Эпидемия». Песня «История болезни» из этой программы стала самым известным хитом группы и в последующем нередко исполнялась отдельно.

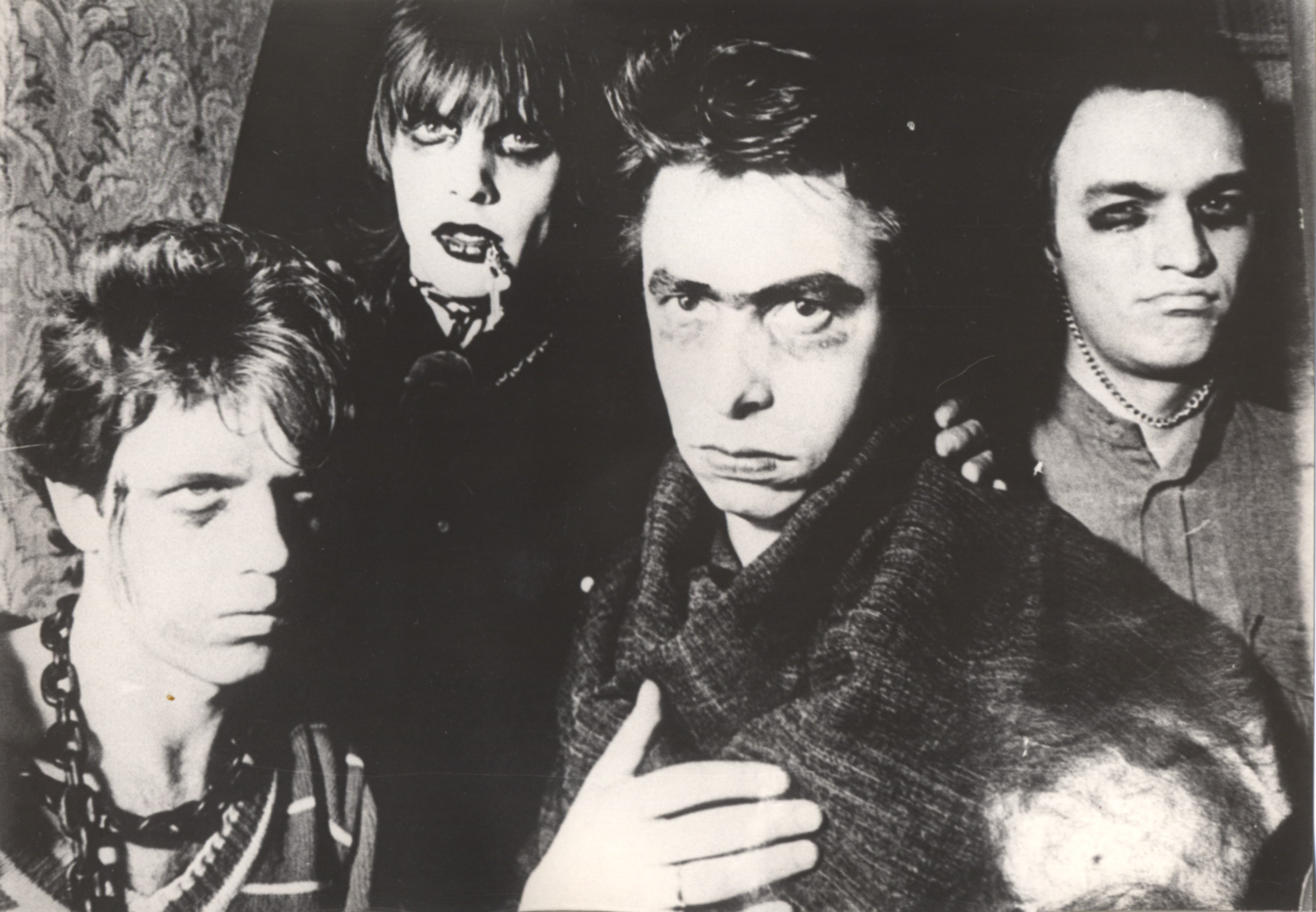
Промо-фото периода "Эпидемии", автор - Наташа Васильева-Халл

Во второй половине 80-х годов «Выставка» участвовала в фестивалях рок-клуба в 1987-м и 1988-м годах, выступала в больших залах в Ленинграде (БКЗ «Октябрьский», Дворец спорта «Юбилейный», СКК («Спортивно-Концертный Комплекс») и другие), много гастролировала по стране, побывала с концертами в Польше.

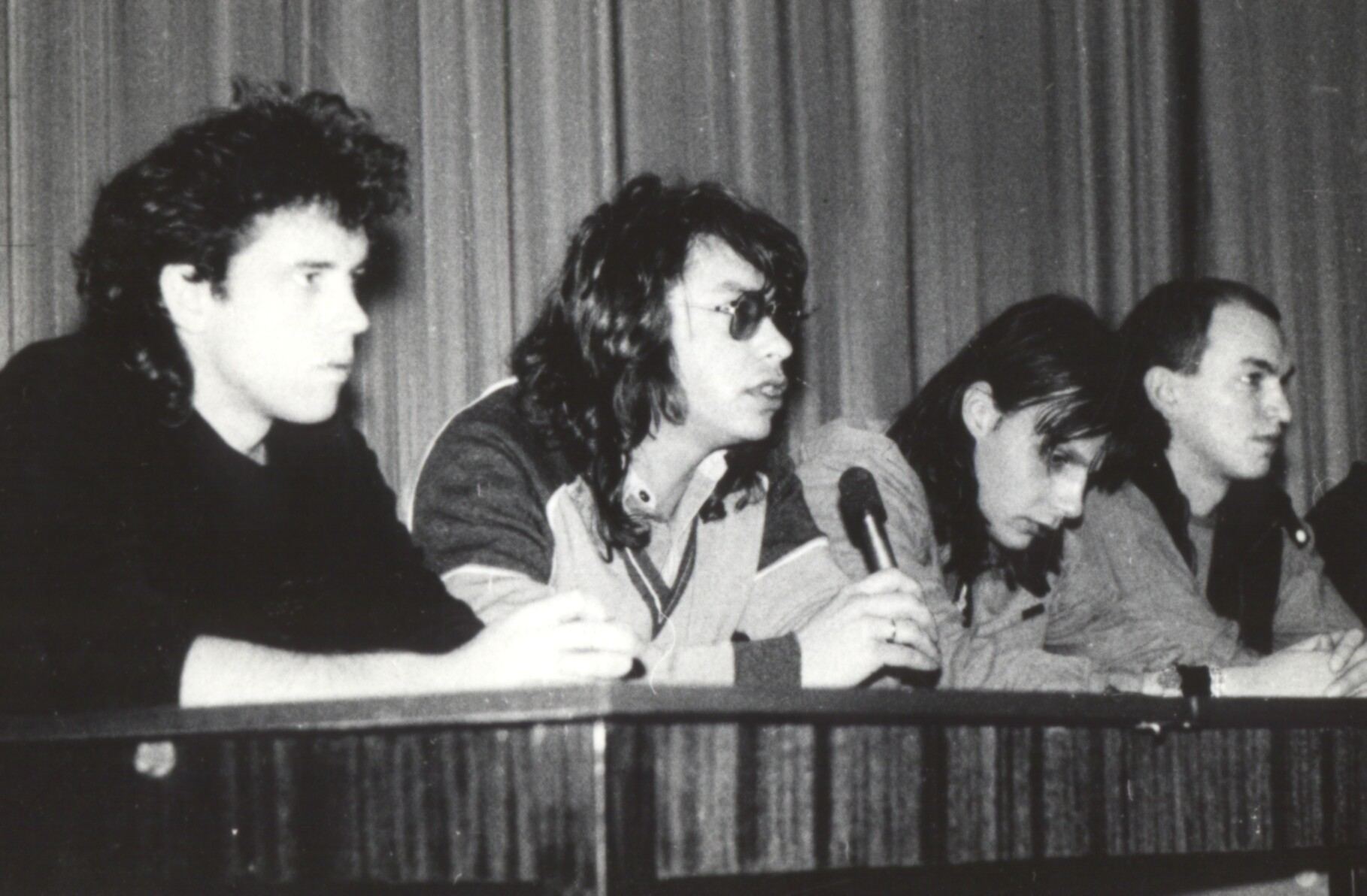
На встрече со зрителями во время гастролей в Калининграде, 1987 г.

В мае 1990 года группу покинул Николай Цывинский в связи с решением оставить профессиональную музыку, хотя он позже выступал с Выставкой на 10-летии Ленинградского рок-клуба в 1991 году, в августе 1991 в рамках акции «Рок против танков» на Дворцовой площади, а также участвовал в том же году в записи «Эпидемии» на студии фирмы «Мелодия».
После этого группа фактически распалась, поскольку оставшиеся музыканты прекратили регулярную совместную деятельность. Юрий Рулёв периодически собирает бывших участников «Выставки» и сессионных музыкантов для участия в юбилейных концертах разного рода.

## Состав
Последний состав
- Юрий Рулёв — вокал, бас-гитара, гитара
- Вадим Петухов — барабаны, вокал
- Николай Цывинский — клавишные, вокал, губная гармошка
- Николай Забегалов — гитара, вокал
- Михаил Дынников — звук

Участники предыдущих составов
- Олег Кузнецов — гитара
- Владимир Кузнецов — клавишные, гитара
- Алексей «Билл» Беляев — клавишные
- Пётр Самойлов — гитара
- Сергей Данилов — гитара
- Михаил Андреев — звук

## Дискография
- 1985 — Новое платье короля (магнитоальбом)
- 1986 — Эпидемия (магнитоальбом)
- 1986 — Скачки страстей (концерт в СКК 5 мая 1987 г.)
- 1989 — Рок-сюита «Помойка-перестройка» (концертный магнитоальбом)
- 1991 — Эпидемия (LP, CD)